# Brookula corulum
Brookula corulum là một loài ốc biển nhỏ, là động vật thân mềm chân bụng sống ở biển trong họ Liotiidae.
This species được tìm thấy ở North và quần đảo South, New Zealand